# لوكاس جنسن
لوكاس جنسن (بالدنماركية: Lucas Jensen)‏ (8 أكتوبر 1994 في الدنمارك - ) هو لاعب كرة قدم دانمركي في مركز الوسط. شارك مع منتخب الدنمارك تحت 19 سنة لكرة القدم. أما مع النوادي، فقد لعب مع نادي أودنسه ونادي فيبورج.

## وصلات خارجية
- لوكاس جنسن على موقع قاعدة بيانات كرة القدم.إي يو (الإنجليزية)
- لوكاس جنسن على موقع Soccerway.com (الإنجليزية)
- لوكاس جنسن على موقع عالم كرة القدم.نت (الإنجليزية)